# Subcoccinella vigintiquatuorpunctata
Subcoccinella vigintiquatuorpunctata sau buburuza cu 24 de puncte este un gândac din familia Coccinellidae . Este singurul membru al genului Subcoccinella (lucru este contestat; vezi mai jos). Forma corpului este tipică, aproape semi-sferică, cu puncte. Cu toate acestea, se deosebește de multe dintre binecunoscutele buburuze prin faptul că nu sunt nici netede și strălucitoare și nici nu mănâncă afide. Carcasele aripilor arată catifelate și mănâncă mucegaiuri fungice pe plante.

### Corpul
Adultul cu 24 de puncte este o buburuză mică, de obicei de 3 până la 4 mm lungime. Are forma de buburuză prin excelență, destul de bombată, cu părțile laterale formând o curbă netedă de la cap la pronot până la carcasele aripilor. Carcasele aripilor sunt acoperite cu fire de păr scurte și palide și, deși aceștia sunt greu de văzut fără o lupă, ele îi conferă un aspect mat distinctiv. Buburuza este portocaliu închis, incluzând picioare și antene. Există puncte negre pe carcasele aripilor. Acestea variază ca număr și dimensiune, dar sunt adesea aproximativ 20 până la 24 și, dar nu mai mult de 26. Uneori, petele sunt unite sau pot lipsi complet. Formele întunecate (melanice) sunt foarte rare. O altă formă extrem de rară are pete galbene. 

### Distribuire
Această buburuză se găsește în Europa, Africa de Nord, Rusia europeană, Caucaz, Siberia, Orientul Îndepărtat al Rusiei, Belarus, Ucraina, Moldova, Transcaucazia, Kazahstan, Asia Mijlociu, Asia de Vest, Afganistan, Mongolia, China, Nord. și Coreea de Sud.    A fost introdus în America de Nord în secolul trecut, cu primele înregistrări din Pennsylvania în 1972.  În Marea Britanie este mai frecventă în sud. 
A fost observată și pe teritoriul României în zona de Sud și Sud-Est.

### Habitat
S. vigintiquatuorpunctata se găsește în multe habitate diferite ( stepa pontică-caspică, stepa panonică și pajiști neamenajate, cariere, terenuri pustii, zone ruderale, păduri de foioase din Europa de Vest, păduri amestecate și în apropierea râurilor și în alte zone de viață din Europa centrală ). 